# Армбрустер, Чарлз Хьюберт
Чарлз Хьюберт Амбрустер (англ. Charles Hubert Armbruster, полное имя Карл Хуберт Йозеф Ханс Рихтер Армбрустер, нем. Carl Hubert Joseph Hans Richter Armbruster; 12 июля 1874, Лондон — 17 апреля 1957, Мальорка) — британский филолог-африканист. Сын обосновавшегося в Англии немецкого дирижёра Карла Армбрустера.
Окончил Королевский колледж Кембриджского университета (1896) со специализацией в области классической филологии. В 1897—1926 гг. состоял на службе в британской колониальной администрации: сперва в Центральной Африке, с 1900 г. в Судане, с 1906 г. в Эфиопии, в 1912—1919 гг. занимал должность британского консула в Гондэре.
В 1908 г. Армбрустер опубликовал «Введение в амхарский язык» (лат. Initia amharica), за которым последовали «Англо-амхарский словарь» (1910) и «Амхаро-английский словарь» (1920, опубликована только часть). Эти работы Армбрустера отличались высокой для своего времени тщательностью в описании фонетики и синтаксиса, словари не утратили своё значение благодаря подробному описанию разговорного произношения и полнофразовым примерам. В дальнейшем Армбрустер в большей степени посвятил себя изучению донголезского языка, подготовленные им грамматика и словарь этого языка изданы посмертно (1960; 1965).